# 이석재 (1990년)
이석재(李錫宰, 1990년 1월 18일 ~ )는 전 KBO 리그 SK 와이번스의 투수이다.

## SK 와이번스시절
2013년에 입단하였다.

## 출신 학교
- 원주중학교
- 원주고등학교
- 경남대학교